# (202736) Julietclare
(202736) Julietclare est un astéroïde de la ceinture principale.

## Description
(202736) Julietclare est un astéroïde de la ceinture principale. Il fut découvert le 18 mai 2007 à Heidelberg par Felix Hormuth. Il présente une orbite caractérisée par un demi-grand axe de 2,42 UA, une excentricité de 0,18 et une inclinaison de 2,7° par rapport à l'écliptique.

## Compléments